# Mapimí
Mapimí är en ort i Mexiko.   Den ligger i kommunen Mapimí och delstaten Durango, i den centrala delen av landet, 900 km nordväst om huvudstaden Mexico City. Mapimí ligger 1 303 meter över havet och antalet invånare är 4 548.
Terrängen runt Mapimí är varierad. Runt Mapimí är det tätbefolkat, med 308 invånare per kvadratkilometer. Mapimí är det största samhället i trakten. Omgivningarna runt Mapimí är i huvudsak ett öppet busklandskap.